# Alexis Kouros
Alexis Kouros född 1961 i Kermanshah, Iran men bosatt i Finland, är en författare, läkare och dokumentärfilmare.
Kouros lämnade Iran 1983 för att studera till läkare i Ungern och bosatte sig sedan i Finland där det var brist på läkare.